# Монбелиар
Монбелиар (на френски: Montbéliard; на немски: Mömpelgard) е френски град с 25 573 жители (към 1 януари 2021 г.) в департамент Ду в регион Бургундия-Франш-Конте.
Предишното немско име Mömpelgard се основава на 400-годишната принадлежност към светско-историческата територия на Дома Вюртемберг.

## Население
| Година                     | 1962 г. | 1968 г. | 1975 г. | 1982 г. | 1990 г. | 1999 г. | 2006 г. | 2016 г. | 2020 г. |
| -------------------------- | ------- | ------- | ------- | ------- | ------- | ------- | ------- | ------- | ------- |
| Жители                     | 21 699  | 23 908  | 30 425  | 31 836  | 29 005  | 27 570  | 26 535  | 25 304  | 25 726  |
| Източници: Cassini и INSEE |         |         |         |         |         |         |         |         |         |

## Галерия
- Мобелиар, около 1600 г.
- Замъкът „Монбелиар“ на вюртембергските херцози
- Замъкът „Монбелиар“
- Замъкът „Монбелиар“
- Къщи в историческия център
- Кметството
- Лутеранска църква „Св. Мартин“
- Църква „Св. Маимбьоф“
- Стадион „Огюст Бонал“